# آنسی، استونی
آنسی (به انگلیسی: Ansi) یک روستا در دهستان سارما، شهرستان ساره، در جزیره سارما واقع در کشور استونی است.
قبل از اصلاحات اداری در سال ۲۰۱۷، این روستا در منطقه Lääne-Saare بود.